# Кузнецов, Константин Петрович
 Константин Петрович  Кузнецов (13 декабря 1912 года — 2 мая 1996 года) — инженер-строитель, заместитель Министра заготовок СССР, Герой Социалистического Труда. Депутат Верховного Совета Башкирской АССР пятого, шестого, седьмого созывов (1959—1971).

## Биография
Константин Петрович Кузнецов родился 13 декабря 1912 года в г. Уфе.
Образование — высшее, в 1931 г. окончил Уфимский строительный техникум, в 1939 г. — Куйбышевский инженерно-строительный институт.
Трудовую деятельность начал в 1931 году после окончания техникума. Работал прорабом 4-го Союзсельстройтреста в г. Уфе. С 1931 по 1935 годы работал начальником отдела капитального строительства Башспирттреста. В 1939 г. назначен начальником строительной конторы № 2 Уфимского треста № 3. В 1945 г. утвержден заместителем председателя Черниковского горисполкома, в 1946 г. — начальником Черниковского строительно-монтажного управления № 5, с 1947 по 1953 г. - заместитель главного инженера, заместитель управляющего трестом № 21. За эти годы трест выполнил самые большие объемы строительно-монтажных работ за всю историю треста. В 1953 г. - управляющий строительным трестом № 21. В 1958 г. - начальник Управления строительства Башсовнархоза, в 1968 г. - начальник Главбашстроя. С 1970 года работал заместителем Министра заготовок СССР.
В строительном тресте № 21  К. П. Кузнецов руководил строительством объектов нефтеперерабатывающей и химической промышленности.  Под его руководством строился и расширялся Уфимский нефтеперерабатывающий завод,  Уфимский нефтеперерабатывающий завод имени XXII съезда КПСС, производственное объединение «Химпром», завод синтетического спирта, Башкирский биохимический комбинат, Уфимский электроламповый завод. Создавалась материальная база предприятий стройиндустрии: Вельский деревообрабатывающий комбинат, Благовещенский арматурный завод, Уфимский железобетонный завод № 1 и другие; реконструированы заводы по производству кирпича; построены ТЭЦ-3 и ТЭЦ-4.
За выдающиеся успехи, достигнутые в строительстве и производстве строительных материалов, Указом Президиума Верховного Совета СССР от 9 августа 1958 г. К. П. Кузнецову присвоено звание Героя Социалистического Труда.
С 1982 года Константин Петрович на пенсии.
Скончался 2 мая 1996 года в Москве.

## Награды
- Герой Социалистического Труда (1958)
- Награждён орденами Ленина (1958), Трудового Красного Знамени (1972), Красной Звезды (1944), медалями, почетными грамотами Президиума Верховного Совета БАССР (1962).

## Память
В Уфе на доме, где жил К. П. Кузнецова, установлена мемориальная доска.